# Tremophora
Tremophora is een geslacht van vlinders van de familie bladrollers (Tortricidae), uit de onderfamilie Tortricinae.

## Soorten
- T. alopex Diakonoff, 1953
- T. carycina Diakonoff, 1953
- T. coniortus Diakonoff, 1953
- T. guttulosa Diakonoff, 1953
- T. microplecta Diakonoff, 1953
- T. scintillans Diakonoff, 1953